# Przywilcz
Przywilcz (prononciation : [ˈpʂɨvilt͡ʂ]) est un village polonais de la gmina de Grudusk dans le powiat de Ciechanów de la voïvodie de Mazovie dans le centre-est de la Pologne.
Il se situe à environ 13 kilomètres au nord de Grudusk (siège de la gmina), 34 kilomètres au nord de Ciechanów (siège du powiat) et à 108 kilomètres au nord de Varsovie (capitale de la Pologne).

## Histoire
De 1975 à 1998, le village appartenait administrativement à la voïvodie de Ciechanów.